# Andreas Sørensen (Schou)
 For alternative betydninger, se Andreas Sørensen. (Se også artikler, som begynder med Andreas Sørensen)
Andreas Schou (født Andreas Sørensen, 16. februar 1848 i Herredstoft, død 31. juli 1933 i København) var en dansk redaktør, jurist og politiker. Han var medlem af Folketinget fra 1884 til 1895.

## Levned
Andreas Sørensen blev født i Herredstoft i Staby Sogn vest for Holstebro i 1848. Hans forældre var gårdmand Søren Pedersen og Karen Jespersdatter. Sørensen blev konfirmeret i 1863 hvorefter han gik på Staby Højskole og blev uddannet lærer på det tilknyttede seminarium. Han var hjælpelærer i Nordjylland et par vintre, men opgav lærergerningen og blev i stedet medhjælper for sin far for en tid. Senere rejste han rundt og arbejdede som journalist. Sørensen tog dansk juridisk eksamen i 1874 og blev fuldmægtig hos en sagfører i København, samtidig med at han arbejdede ved Morgenbladet. Et par år senere blev han fuldmægtig hos en sagfører i Kalundborg. Her startede han Kalundborg Dagblad i 1876. Bladet var finansieret ved at sælge aktier. Sørensen blev avisens redaktør. Han blev senere også ejer idet han blev i stand til at tilbagekøbe aktierne. Marinus L. Yde blev medredaktør omkring 1903-1904. Sørensen solgte i 1907 Kalundborg Dagblad til et andelsselskab og levede af sin formue resten af livet.
20. juni 1913 skiftede han navn fra Andreas Sørensen til Andreas Schou.
Han døde 31. juli 1933 i København.

## Politisk virke
Sørensen var medlem af Kalundborg Byråd fra 1882 til 1888. I 1884 ønskede Christopher Krabbe som havde været medlem af Folketinget siden 1864, valgt i Kalundborg-Samsø-kredsen, at trække sig tilbage, og Sørensen blev kredsens nye venstrekandidat. Han blev valgt ved folketingsvalget 1884 og senere genvalgt flere gange. Han stemte for finanslovsforliget i 1894, hvilket skuffede en del af hans vælgere. De fik Krabbe til at stille op igen mod Sørensen ved valget i 1895, hvor Krabbe akkurat vandt med 1002 stemmer mod 958 til Sørensen. I Folketinget tilhørte Sørensen i de første år den moderate del af venstre. Han blev senere nærmest radikal. Han var folketingssekretær fra 1885 til 1887 og medlem af Finansudvalget fra 1894 til 1895.